# 韓士奇
韓士奇（1467年—？），字秀夫，山西平陽府洪洞縣人，軍籍，明朝政治人物。

## 生平
弘治二年（1489年）己酉科山西鄉試第四十三名舉人。弘治十五年（1502年）中式壬戌科會試第二百六十四名，二甲第三十九名進士。授祁州知州。官至南京郎中，正德十年（1515年）五月考察。後官河南怀庆府知府，嘉靖二年（1523年）二月升陕西按察司副使，遷湖广布政司左参政，九年八月御史张禄弹劾其贪污不职，被革职闲住。

## 家族
曾祖韓淵，賜通議大夫戶部右侍郎；祖父韓肅，訓科 封工科給事中 賜通議大夫戶部右侍郎；父韓文，正議大夫資治尹吏部左侍郎。母張氏（封淑人）。严侍下。兄韩士聪（贡士）；弟韩士贤（贡士）；韩士明（医学训科）；韩士昂；韩士勤。